# Tunnel du Siaix
Le tunnel du Siaix est un tunnel routier situé en France sur la commune d'Aime-la-Plagne, dans le département de la Savoie en région Auvergne-Rhône-Alpes.
Il est traversé par la route nationale 90 sur l'axe Albertville - Bourg-Saint-Maurice et permet de contourner l'étroit du Siaix désormais interdit aux véhicules.

## Caractéristiques
Le tunnel du Siaix a été mis en service en 1990, dans le contexte des Jeux olympiques d'hiver de 1992. Il s'agit d'un tunnel bidirectionnel de 1619 mètres de longueur et 10.60 mètres de largeur roulable, comportant actuellement deux voies de circulation de 3.50 mètres. 
Entre 2015 et 2018 un second tube plus petit a été percé permettant aux vélos de ne plus emprunter le tube principale et de servir de galerie de sécurité en cas d'accidents.
Il comportait historiquement lors de sa mise en service trois voies de circulation, la voie centrale étant régulée par un système de feux tricolores. Il fut ultérieurement converti à deux voies couplées à deux bandes cyclables.
Il est aussi le seul axe routier important (pouvant accueillir des poids lourds) permettant d'accéder à la vallée de la Tarentaise lorsque les cols du Petit-Saint-Bernard et de l'Iseran sont fermés. En cas de coupure accidentelle (à la suite d'un accident ou d'une chute de blocs par exemple), les habitants de la vallée peuvent alors se retrouver pratiquement isolés.
Ce tunnel est dangereux car à double sens de circulation.

## Accident
Le 11 février 2007, une collision frontale entre une voiture et un car a causé la mort de 3 personnes (2 adultes et leur fille âgée de 11 ans). 7 personnes ont été blessées dont une de 15 ans grièvement (la 4e occupante de la voiture, la fille aînée).